# プリメーラ・ディビシオン (アルゼンチン)1896
チャンピオンシップ・カップ1896 (Championship Cup 1896)は、アマチュア時代におけるアルゼンチンのサッカーリーグ1部、プリメーラ・ディビシオンの第4回目のシーズンである。主催団体は「アルゼンチン・アソシエーション・フットボールリーグ」(Argentine Association Football League)。ローマスACの2軍であるローマス・アカデミーが初優勝した。

## 概要
5チームによるホーム・アンド・アウェー2回戦総当たり・全8節のリーグ戦。昨季出場した6チームからイングリッシュ・ハイスクールとキルメス・ローヴァーズACが離脱し、ベルグラーノACが新規加盟して5チームに減少した。

## 結果
| 順 | チーム                   | 試 | 勝 | 分 | 敗 | 得 | 失 | 差  | 点 | 出場権 |
| -- | ------------------------ | -- | -- | -- | -- | -- | -- | --- | -- | ------ |
| 1  | ローマス・アカデミー (C) | 8  | 6  | 0  | 2  | 18 | 10 | +8  | 12 |        |
| 2  | フローレスAC             | 8  | 5  | 0  | 3  | 17 | 8  | +9  | 10 |        |
| 3  | ローマスAC               | 8  | 4  | 1  | 3  | 16 | 11 | +5  | 9  |        |
| 4  | ベルグラーノAC           | 8  | 3  | 2  | 3  | 10 | 15 | −5  | 8  |        |
| 5  | レティーロAC             | 8  | 0  | 1  | 7  | 6  | 23 | −17 | 1  |        |